# Райнова, Иванка
Иванка Богомилова Райнова (род. 16 октября 1959, София, Болгария) — болгарский философ, писатель, переводчик и феминистка. Профессор современной философии Института исследования общества и знания при Болгарской академии наук и директор Института аксиологических исследований в Вене. Доктор философских наук.

## Биография
Иванка Райнова — дочь болгарского писателя Богомила Райнова. Среднее образование получила в Париже, после чего в Сорбоннском университете начала изучать германскую филологию, однако вскоре переехала в Берлин и сосредоточилась на изучении западной философии в Университете имени Гумбольдта. С 1979 года обучалась в Софийском университете и в 1984 году получила степени магистра в области философии и французской филологии.